# Маккалмонт Тауншип (округ Джефферсон, Пенсільванія)
Маккалмонт Тауншип (англ. McCalmont Township) — селище (англ. township) в США, в окрузі Джефферсон штату Пенсільванія. Населення — 1137 осіб (2020).

## Демографія
Згідно з переписом 2010 року, у селищі мешкали 1082 особи в 405 домогосподарствах у складі 306 родин. Було 489 помешкань
Расовий склад населення:
| - 99,4 % — білих - 0,1 % — азіатів |

До двох чи більше рас належало 0,5 %. Частка іспаномовних становила 0,2 % від усіх жителів.
За віковим діапазоном населення розподілялося таким чином: 24,5 % — особи молодші 18 років, 59,0 % — особи у віці 18—64 років, 16,5 % — особи у віці 65 років та старші. Медіана віку мешканця становила 41,0 року. На 100 осіб жіночої статі у селищі припадало 96,7 чоловіків;  на 100 жінок у віці від 18 років та старших — 101,2 чоловіків також старших 18 років.
Середній дохід на одне домашнє господарство  становив 54 403 долари США (медіана — 49 063), а середній дохід на одну сім'ю — 58 258 доларів (медіана — 51 765). Медіана доходів становила 42 583 долари для чоловіків та 27 083 долари для жінок. За межею бідності перебувало 14,3 % осіб, у тому числі 19,4 % дітей у віці до 18 років та 16,5 % осіб у віці 65 років та старших.
Цивільне працевлаштоване населення становило 413 осіб. Основні галузі зайнятості: освіта, охорона здоров'я та соціальна допомога — 19,9 %, виробництво — 17,9 %, будівництво — 11,6 %, транспорт — 9,9 %.